# マックス・クロスビー
マックス・ロバート・クロスビー（Maxx Robert Crosby, 1997年8月22日 - ）は、アメリカ合衆国テキサス州コリービル出身のプロアメリカンフットボール選手。NFLのラスベガス・レイダースに所属している。ポジションはディフェンシブエンド。

## 経歴

### カレッジ
高校時代は無名の選手であり、唯一オファーのあったイースタンミシガン大学へ進学。3年間プレーし、2年連続でオールMACファーストチームに選出されるなど活躍した。3年目の2018年シーズン終了後、2019年のNFLドラフトへアーリーエントリーした。

### オークランド / ラスベガス・レイダース
ドラフト全体106位でオークランド・レイダースから指名され、その後ルーキー契約を結んだ。

#### 2019年シーズン
第5週のシカゴ・ベアーズ戦にて、チェイス・ダニエルからキャリア初となるサックを記録した。

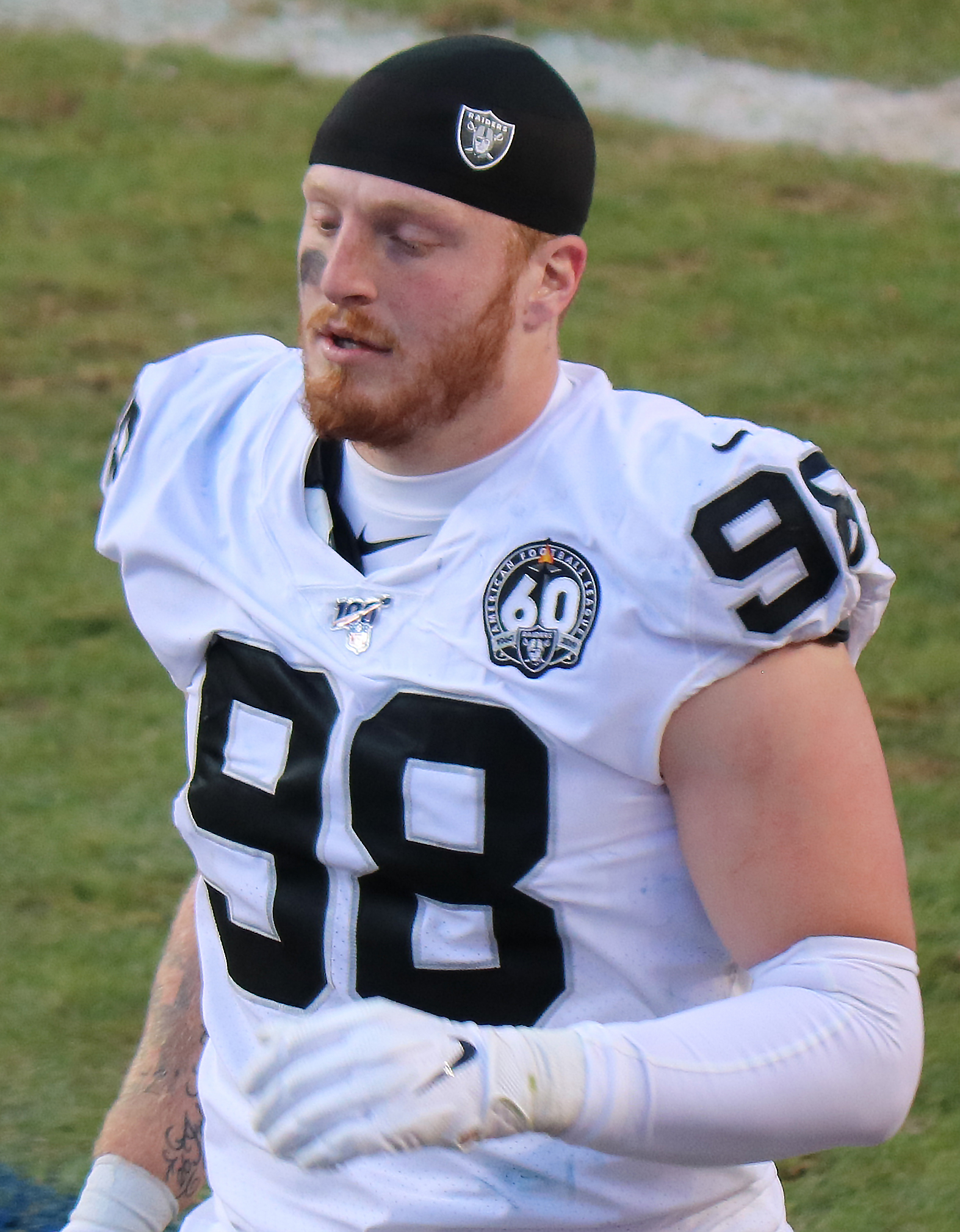
2019年のクロスビー

第11週のシンシナティ・ベンガルズ戦では4サックを記録し、AFCの週間最優秀守備選手に選出された。

#### 2020年シーズン
第5週のカンザスシティ・チーフス戦にて前年のスーパーボウルMVPであるパトリック・マホームズからサックを記録し、勝利に貢献した。

#### 2021年シーズン
第1週のボルチモア・レイブンズ戦で2サックと5QBヒットを、第18週のロサンゼルス・チャージャーズ戦で2サックと11プレッシャーを記録してそれぞれの週でAFCの週間最優秀守備選手に選出された。シーズンを通しては56タックル、8サックを記録。自身初となるプロボウルに選出され、2サックを記録して守備部門のMVPを受賞した。また、オールプロセカンドチームにも選出された。

#### 2022年シーズン
2022年3月22日に自身の背番号である「98」にちなみ、レイダースと4年総額9898万ドルの契約延長に合意した。このシーズンは89タックル、12.5サックを記録した。

#### 2023年シーズン
膝の怪我に悩まされながらも全試合に先発出場し、自己最高の90タックル、14.5サックを記録したが、シーズンオフに膝と親指の手術を受けた。2年ぶりとなるオールプロセカンドチームに選出された。

#### 2024年シーズン
足首の負傷により、第4週のクリーブランド・ブラウンズ戦でプロ入り後初めて試合を欠場した。その後は復帰したものの、怪我の悪化により12月に手術を受け、シーズン終了となった。
シーズン後の2025年3月5日、2029年シーズンまでの3年総額1億650万ドルの契約延長を行い、当時QB以外ではリーグ最高年俸の選手となった。

## 人物
アルコール依存症を患っており、2020年3月からリハビリを始めている。
2022年2月に恋人のレイチェル・ウォッシュバーンと婚約し、同年10月に第一子が誕生している。